# Salomea Deszner
Salomea Deszner, född Teschner, Teszner, född 1759 Białystok, död 20 mars 1806 i Grodno, var en polsk skådespelare och teaterdirektör, aktiv 1777-1806. 
Hon var dotter till Adam och Louise Teschner; hennes far var hovtapetserare hos den adliga familjen Branicki. År 1777 engagerades hon av kungen vid nationalteatern i Warszawa, där hon var aktiv fram till 1796 (med undantag för 1785–1789, då hon uppträdde i Vilnius). Mellan 1796 och 1801 var hon återigen aktiv i Vilnius. Hon bildade sedan sitt eget teatersällskap; 1802 blev hon direktör för teatern i Grodno med överinseende för teaterverksamheten i hela provinsen, en tjänst hon behöll till sin död. Hon bskrivs som intelligent, vacker, välutbildad och med god smak. Under sin tid vid nationalscenen betraktades hon som en av dess stjärnor. Som skådespelare var hon en framträdande subrett och beundrades särskilt i rollen som Minna von Barnhelm. Hon spelade inom tragedi, komedi och även opera och gjorde också byxroller. Som operasångare var hon sopran, elev till L. Montbrun, och fick titeln första sångerska efter att hon medverkat i Polens första opera buffa Dla miłości zmyślone szaleństwo (1779). 